# SV Bexbach
Der Sportverein Bexbach e.V. ist ein deutscher Fußballverein mit Sitz in der saarländischen Stadt Bexbach im Saarpfalz-Kreis.

## Geschichte
Der Verein wurde ursprünglich im Jahr 1911 gegründet. Der Name kommt ursprünglich von der bis 1955 Mittelbexbach heißenden Gemeinde, welche seither nur noch Bexbach heißt und auf dem Gebiet der heutigen Innenstadt liegt. Daraufhin erfolgte die Umbenennung des Vereins.
Die erste Mannschaft stieg zur Saison 1947/48 in die innerhalb des Saarlands zweitklassige Ehren-Bewährungsklasse Saar auf. Mit 17:19 Punkten erreichte man Platz sieben. Zur Saison 1949/50 gelang der Mannschaft der Aufstieg in die zu dieser Zeit höchste Spielklasse des Landes, der Ehrenliga Saarland. Mit 19:25 Punkten erreichte man in der Premierensaison den achten Platz. Die letzte Saison der Liga schloss der Verein mit 25:27 Punkten auf dem elften Platz ab. Danach ging es für die Mannschaft in der Amateurliga Saarland weiter. Mit 19:33 Punkten stieg man in der Spielzeit 1951/52 mit dem 14. Platz ab.
Mittlerweile spielt der Klub nur noch in den Spielklassen des Bezirks Ostsaar.